# Gilbert Thomas Burnett
Pour les articles homonymes, voir Burnett.
Gilbert Thomas Burnett est un botaniste britannique, né le 15 avril 1800 et mort le 27 juillet 1835.

## Biographie
Il est le premier professeur de botanique du King's College de Londres de 1831 à 1835. Il est l’auteur d’Outlines of Botany (1835) et d’Illustrations of Useful Plants employed in the Arts and Medicine, publiés à titre posthume et illustrés par sa sœur M. A. Burnett.
Il s’intéresse également à la zoologie et fait paraître Illustrations of the Manupeda or apes and their allies (1828).